# Vespadelus darlingtoni
Vespadelus darlingtoni — вид родини лиликових.

## Середовище проживання
Поширення: Австралія (Новий Південний Уельс, Південна Австралія, Вікторія), включаючи острови Тасманія та Лорд-Хау. Відомий від рівня моря до 1300 м. Мешкає в тропічних лісах, вологих і сухих евкаліптових лісах, субальпійських лісах, альпійських болотах. Зустрічається в міських районах і в залишках рослинності сільгоспугідь. Лаштує сідала в дуплах дерев колоніями до 60 тварин. Самиці народжують одне дитинча.

## Загрози та охорона
Здається, немає серйозних загроз для цього виду. Цей вид зустрічаються в багатьох природоохоронних територій.